# Cutiala
Cutiala é uma cidade, comuna e sede da circunscrição de Cutiala, na região de Sicasso ao sul do Mali. Segundo censo de 1998, havia 76 914 residentes, enquanto segundo o de 2009, havia 137 919.